# زين العابدين السنوسي
زين العابدين السنوسي (1901- 1965) صحفي ومصلح تونسي وأحد أقطاب الأدب العربي المعاصر وقادته ومن الذين دانوا الفكر العربي الحديث.

## حياته
زين العابدين السنوسي هو ابن الكاتب والمصلح التونسي محمد السنوسي، درس في المدرسة الصادقية ثم التحق بجامعة الزيتونة. عضو في حركة الشباب التونسي.

## مؤلفاته
- 1927, الأدب التونسي في القرن الرابع عشر

## مواضيع ذات صلة
- جماعة تحت السور
- حركة الشباب التونسي